# 钨酸锂
钨酸锂是一个无机化合物，化学式为Li2WO4。它是一个白色固体，易溶于水。该化合物是几种原钨酸盐中的一种，具有四面体WO42−阴离子的化合物。

## 结构
这个盐由通过氧化物桥接的四面体配位的Li和W中心组成。W-O和Li-O键长分别为1.79和1.96 Å 这些不同的键长反映了W-O相互作用的多重键特征和Li-O相互作用之间较弱的离子键合。固体在高压下经历相变，使得钨的配位几何结构变成八面体（六个W-O键）。例如在40千巴时，它转变为黑钨矿类型的结构。

## 应用
钨酸锂用于生产高密度多钨酸盐水溶液。与其他高密度流体一样，此类溶液通常用于矿物和其他固体的分离。 这些可以在 25°C 下达到 2.95 的密度，在热水中达到 3.6。
这种钨酸锂和钨酸钠阴离子的用途是在1980年代和1990年代初期开发的，目的是解决现有有机高密度流体的毒性和安全问题。与二碘甲烷和溴仿不同，多钨酸盐和杂多钨酸盐可以更安全地用于没有通风橱的室内环境，仅使用防护手套和安全眼镜等普通常识性安全预防措施。